# Lythrum borysthenicum
Lythrum borysthenicum är en fackelblomsväxtart som först beskrevs av Schrk., och fick sitt nu gällande namn av Dmitrij Litvinov. Lythrum borysthenicum ingår i släktet fackelblomstersläktet, och familjen fackelblomsväxter. Inga underarter finns listade i Catalogue of Life.

## Bildgalleri

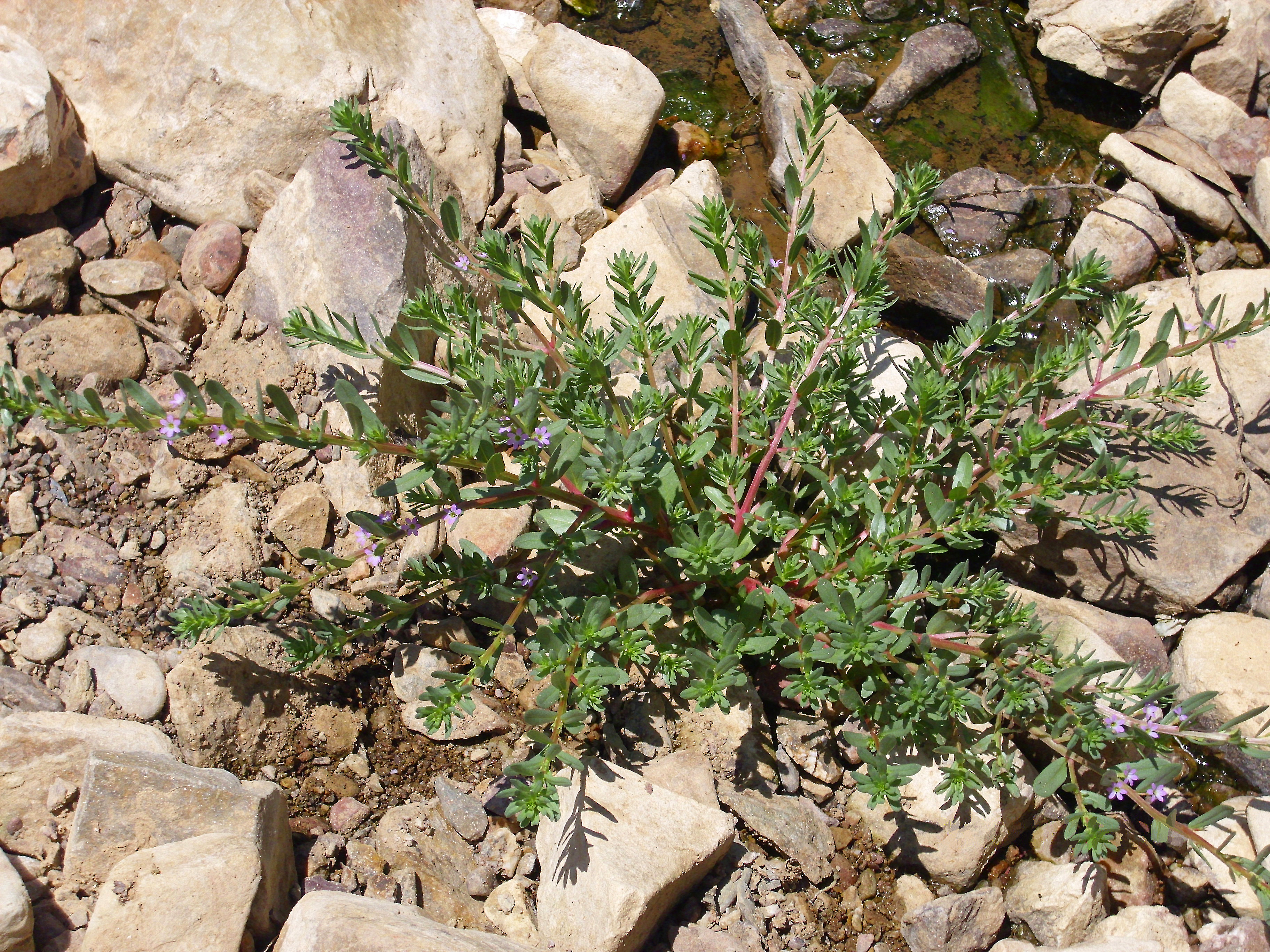
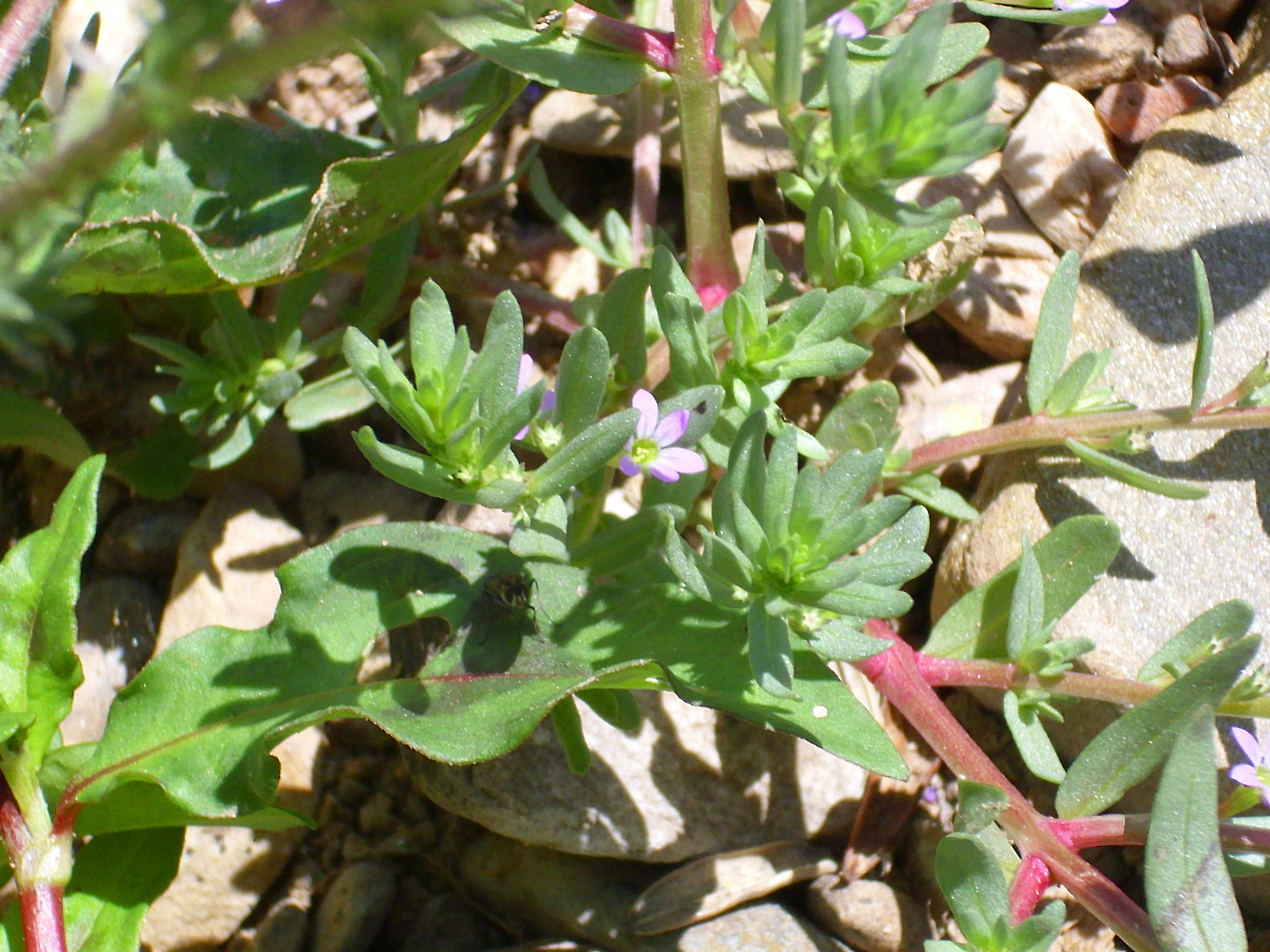